# アベトーネ
アベトーネ (Abetone) は、人口629人のイタリア共和国トスカーナ州ピストイア県に存在した基礎自治体（コムーネ）。
2017年1月1日に、クティリアーノと合併して、アベトーネ・クティリアーノとなった。